# Paraliparis wolffi
Paraliparis wolffi är en fiskart som beskrevs av Duhamel och King 2007. Paraliparis wolffi ingår i släktet Paraliparis och familjen Liparidae. Inga underarter finns listade i Catalogue of Life.